# ファリダ・シャヒード

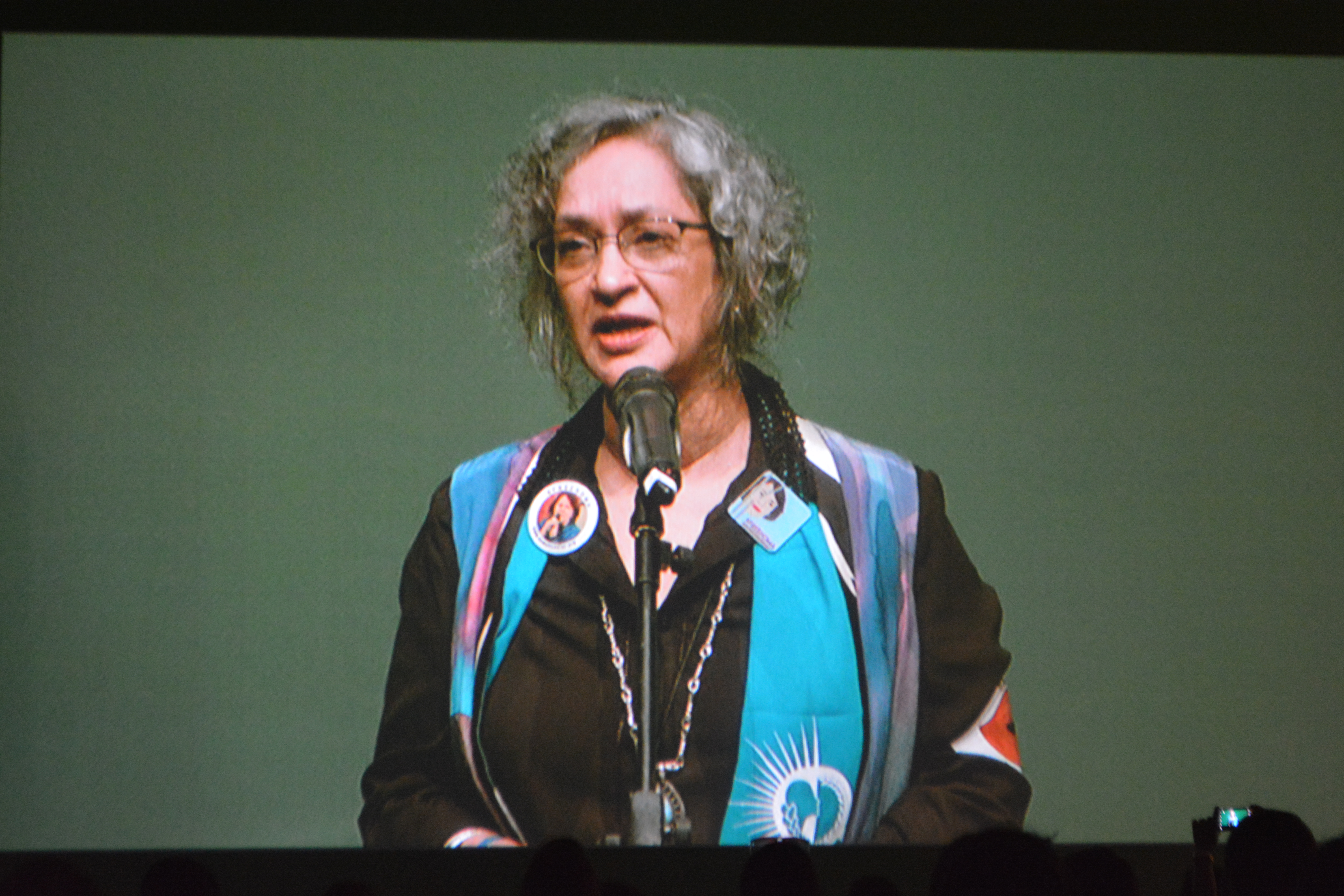
2016年

ファリダ・シャヒード（Farida Shaheed）は、パキスタンの社会学者であり、フェミニストの人権活動家。2012年、彼女は文化的権利の分野で国連特別報告者に任命された。 